# Centro Tecnológico para la Educación a Distancia
El Centro Tecnológico para la Educación a Distancia (CETED) es el área tecnológica y académica de la División del Sistema Universidad Abierta y Educación a Distancia (SUAYED) encargada de la producción, soporte tecnológico y pedagógico necesario para las ofertas académicas en modalidades alternativas y para el sistema abierto en la Facultad de Estudios Superiores Acatlán. Apoya en la producción de materiales audiovisuales para los proyectos de aprendizaje con el uso de tecnología en coordinación con distintas áreas de la Universidad Nacional Autónoma de México, y alberga también a la Mediateca, la cual es el centro de auto acceso de idiomas de la FES Acatlán en sus modalidades presencial y a distancia.
Además, atiende proyectos de educación continua, programas de investigación y servicios académicos, culturales y de certificación de idiomas. Participa también con la organización de actividades de difusión y análisis de los procesos educativos abiertos, semipresenciales y a distancia, así como el uso de plataformas educativas virtuales.
Este Centro se suma a la oferta educativa de la FES Acatlán en su modalidad a distancia, pues supone la ampliación de su matrícula, y en consecuencia crea nuevos espacios para generar conocimiento. En ese sentido, los estudiantes tienen posibilidades alternas a la educación presencial con un oferta sólida que va desde la impartición de Licenciaturas, Maestrías y Especializaciones, hasta Diplomados, Seminarios y Cursos, todos adscritos en la modalidad virtual.

## Historia
En el 2006, durante la administración del Dr. Juan Ramón de la Fuente, al frente de la UNAM, el tema de la cobertura de la educación superior en México llevó al Rector de esta casa de estudios a impulsar proyectos de infraestructura y desarrollo de modalidades alternativas a la presencial. Fue así que se consolidó el diseño, equipamiento y puesta en marcha del Centro Tecnológico para la Educación a Distancia (CETED) en la Facultad de Estudios Superiores Acatlán, ubicada al norponiente de la zona metropolitana de la Ciudad de México.
En un inicio el Centro estaba ubicado orgánicamente en la Secretaría de Extensión y Vinculación Institucional, posteriormente y debido a la consolidación de su presencia como un Centro vanguardista, único en su tipo dentro de las unidades multidisciplinarias y Escuelas de la máxima casa de estudios (UNAM), se incorporó a la División Sistema Universidad Abierta y Educación a Distancia (SUAyED). Área académica conformada durante la administración 2009-2013, que es responsable de tres licenciaturas en la modalidad abierta y una en la modalidad a distancia, y se encarga de impulsar estrategias con el uso de TIC para elevar la calidad y eficiencia terminal de los programas académicos vigentes.
En su corta vida, el CETED, en colaboración con las áreas académicas del plantel y con el apoyo de otras instancias universitarias (fundamentalmente la Coordinación de Universidad Abierta y Educación a Distancia, CUAED), ha desarrollado diversos programas, entre ellos una licenciatura y una maestría, en la modalidad no presencial. Además, ha puesto en marcha otras iniciativas de impacto institucional, regional e incluso nacional; todas ellas en el marco de los proyectos prioritarios establecidos en los planes de desarrollo de las últimas tres administraciones.
Próximamente cumplirá 20 años desde su inauguración y los resultados obtenidos durante este lapso han sido significativos; debido a su potencial tecnológico y pedagógico le ha permitido desarrollar nuevos proyectos que benefician las tareas sustantivas de la UNAM, e impactan de manera directa en los proyectos estratégicos establecidos en los planes de desarrollo de las instituciones que lo enmarcan.

## Infraestructura
En un principio, durante la planeación y ejecución de este proyecto, el edificio (que originalmente estaba pensado sólo como un centro de autoaprendizaje de lenguas extranjeras, nombrado como Mediateca), se convirtió en un espacio, con dos niveles: uno para la Medateca Archivado el 18 de noviembre de 2016 en Wayback Machine. y el otro para el CETED.
El CETED cuenta con infraestructura y equipo con tecnología de punta para atender el servicio de virtualización e implementación de proyectos educativos en la modalidad a distancia; así como producir materiales didácticos digitales.para el desarrollo de materiales audiovisuales educativos, así como la emisión y recepción de videoconferencias. En la planta alta del edificio se localiza una sala de asesores, cabina de grabación y producción de audio, salas de diseño gráfico y multimedia, así como espacios para la administración de sistemas y servidores.

## Estructura interna
El CETED cuenta con cuatro departamentos:
Departamento de Educación a Distancia. Se encarga de diseñar, instrumentar y supervisar estrategias para el desarrollo de proyectos educativos a distancia (licenciaturas, maestrías, cursos de formación y actualización para docentes e investigadores, así como cursos de apoyo para la superación académica de los estudiantes de las diversas licenciaturas de la FES Acatlán). Impulsar el trabajo académico y la comunicación entre administradores, profesores, tutores, alumnos y egresados para mejorar la calidad de la formación recibida.
Departamento de Tecnología Educativa. Desarrolla y consolida innovaciones tecnológicas para la virtualización de programas educativos que permitan elevar la calidad de la formación universitaria. También realiza investigación aplicada en tecnología educativa para generar estrategias eficaces y eficientes de virtualización de programas educativos y de comunicación para fortalecer la formación a distancia y la identidad institucional.
Departamento de Mediateca. Tiene el objetivo de diseñar, instrumentar y supervisar estrategias para el desarrollo del servicio del centro de auto-acceso de aprendizaje de lenguas extranjeras entre la comunidad interna y externa de la Facultad.
Departamento de Desarrollo y Producción Educativa. Promueve vínculos de cooperación e intercambio interinstitucionales con organismos nacionales e internacionales de educación a distancia, además de diseñar, instrumentar y supervisar estrategias para la formación de cuadros especializados en educación a distancia, y para la evaluación de los diversos proyectos educativos en esta modalidad y de sus actores.
Las funciones académicas del CETED son:
- Definir, orientar y supervisar las políticas académico-administrativas para el desarrollo y evaluación de los programas y proyectos educativos de educación a distancia.

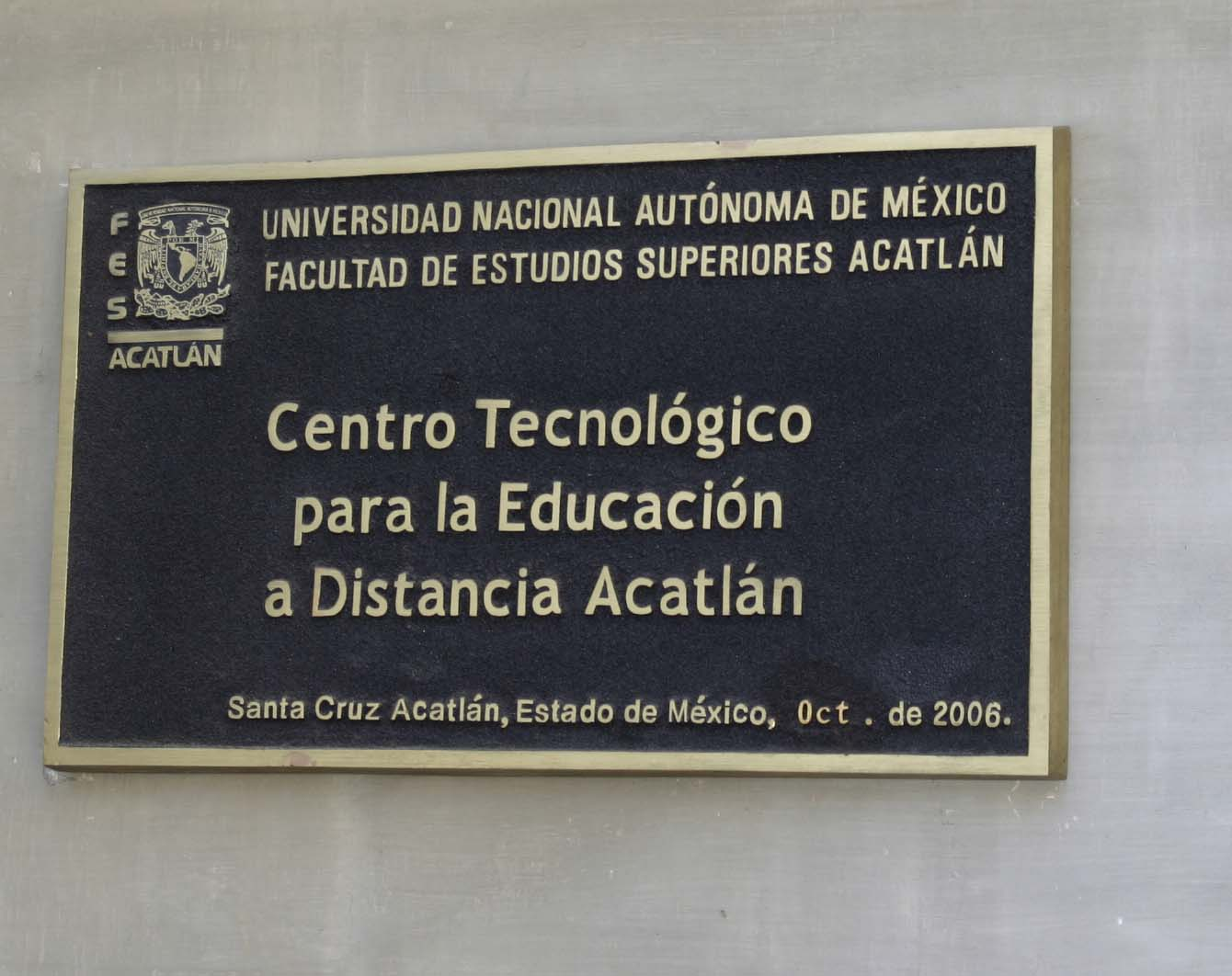
Placa conmemorativa del CETED. Octubre de 2006.

- Placa conmemorativa del CETED. Octubre de 2006.Coordinar el diseño, instrumentación y aplicación de estrategias para el desarrollo de los proyectos educativos a distancia (licenciaturas, maestrías, especializaciones, diplomados y cursos) de la FES Acatlán.
- Coordinar la investigación aplicada en tecnología educativa para generar estrategias eficaces y eficientes de virtualización de programas educativos y de comunicación para fortalecer la formación a distancia, así como el diseño, instrumentación y supervisión de las estrategias para el desarrollo del servicio de mediateca entre la comunidad interna y externa de la Facultad.
- También promueve vínculos de cooperación e intercambio interinstitucionales con organismos nacionales e internacionales de educación a distancia.

Está constituido por cuatro áreas principales donde labora un equipo de profesionales de distintas disciplinas que intervienen en la creación, supervisión y mantenimiento de los proyectos.

## Estructura y funciones
Departamento de Educación a Distancia. Se encarga de diseñar, instrumentar y supervisar estrategias para el desarrollo de proyectos educativos a distancia (licenciaturas, maestrías, cursos de formación y actualización para docentes e investigadores, así como cursos de apoyo para la superación académica de los estudiantes de las diversas licenciaturas de la FES Acatlán). Impulsar el trabajo académico y la comunicación entre administradores, profesores, tutores, alumnos y egresados para mejorar la calidad de la formación recibida.
Departamento de Tecnología Educativa. Desarrolla y consolida innovaciones tecnológicas para la virtualización de programas educativos que permitan elevar la calidad de la formación universitaria. También realiza investigación aplicada en tecnología educativa para generar estrategias eficaces y eficientes de virtualización de programas educativos y de comunicación para fortalecer la formación a distancia y la identidad institucional.

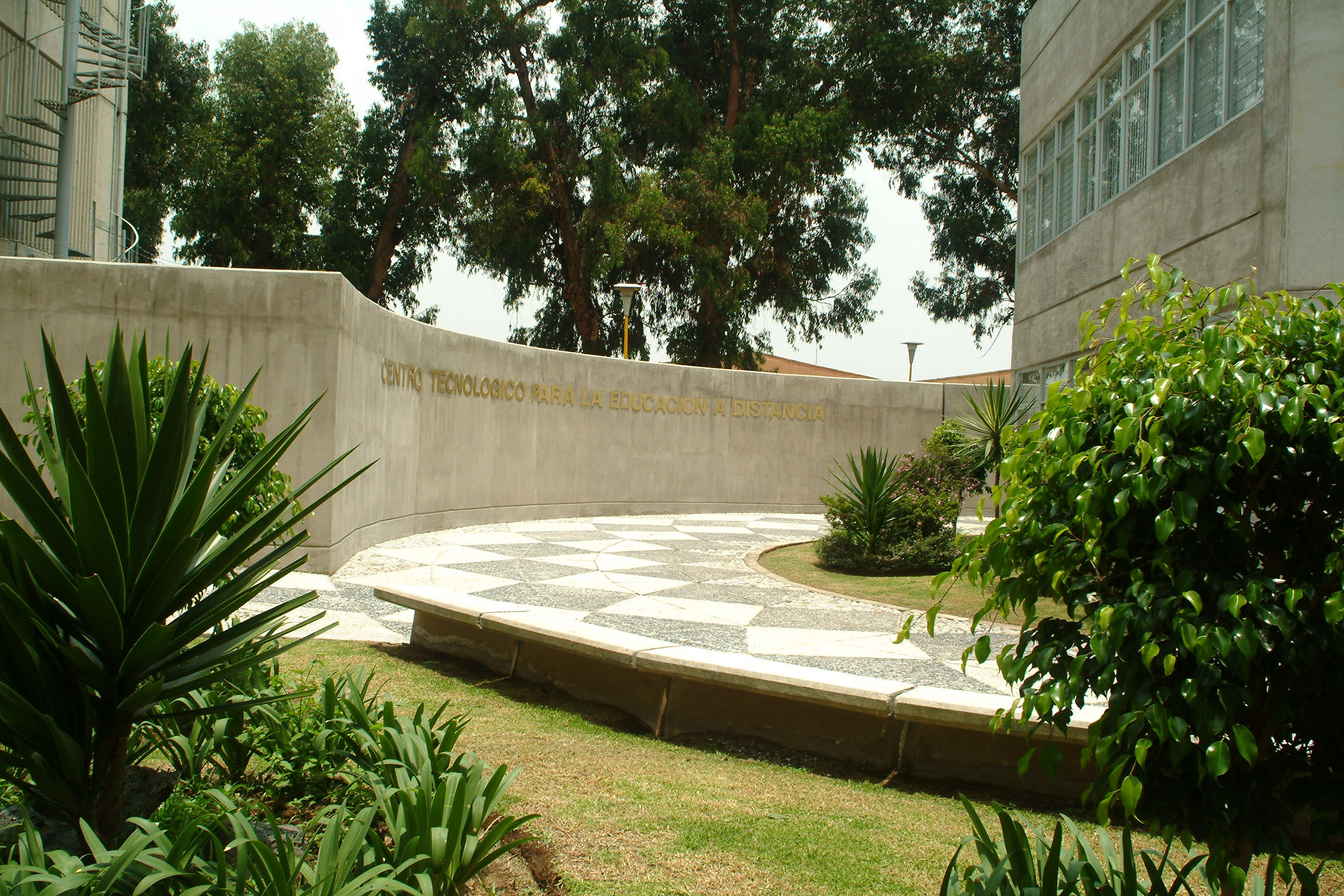
Vista del exterior del CETED

Departamento de Mediateca. Tiene el objetivo de diseñar, instrumentar y supervisar estrategias para el desarrollo del servicio del centro de auto-acceso de aprendizaje de lenguas extranjeras entre la comunidad interna y externa de la Facultad.
Departamento de Desarrollo y Producción Educativa. Promueve vínculos de cooperación e intercambio interinstitucionales con organismos nacionales e internacionales de educación a distancia, además de diseñar, instrumentar y supervisar estrategias para la formación de cuadros especializados en educación a distancia, y para la evaluación de los diversos proyectos educativos en esta modalidad y de sus actores.

## Proyectos Institucionales
En sus casi 20 años de funcionamiento el CETED,  en colaboración con diversas áreas académicas de la FES Acatlán, ha puesto en línea diversas ofertas educativas a distancia y ha desarrollado una gran cantidad de materiales didácticos audiovisuales y multimedia. De igual forma ha implementado acciones para la formación de cuadros profesionales para esta modalidad educativa, así como para la promoción de prácticas educativas innovadoras soportadas en las tecnologías de la información y la comunicación:

##### Licenciatura en Enseñanza de (Alemán) (Español) (Francés) (Inglés) (Italiano) como Lengua Extranjera (LICEL)
En la FES Acatlán, esta licenciatura se ofrece en la modalidad abierta desde el 2005. Su propósito es  “la formación de profesionales altamente calificados en el área de la enseñanza de idiomas, con los conocimientos y habilidades necesarios para desarrollar eficazmente labores de docencia e investigación en este campo.”
A partir del 2008 se ofrece en la modalidad a distancia para acercar esta  licenciatura a todos aquellos interesados que se encuentran ubicados en cualquier parte del país o del mundo y que, cumpliendo con los requisitos de ingreso establecidos, deseen formarse como licenciados en enseñanza del alemán, español, francés, inglés o italiano como lengua extranjera.

##### Maestría en Docencia para la Educación Media Superior (MADEMS)
Esta maestría tiene por objetivo formar profesionales altamente calificados para ejercer la docencia en el nivel de la Educación Media Superior, tanto en instituciones públicas como privadas, en diversos campos disciplinarios.
En el mes de octubre de 2007, el Comité Académico de Posgrado de la UNAM aprobó la puesta en marcha de la MADEMS, en el campo de conocimiento de Español en su modalidad a distancia y en el 2015 en los campos del conocimiento de Francés, Inglés y Matemáticas.

##### Formación profesional en educación a distancia
Desde el año 2010 el CETED en colaboración con el programa de Pedagogía, establece el proyecto de formación profesional, con el objetivo de promover e implementar el uso de las tecnologías de información en los estudiantes para que consoliden sus conocimientos en diseño instruccional, desarrollen habilidades para la creación de contenidos y recursos didácticos en el ámbito de la educación a distancia. El trabajo con nueve generaciones ha propiciado la puesta en marcha de diversos proyectos que actualmente forman parte de la oferta académica de la facultad.

##### UAPAs Unidad de Apoyo para el Aprendizaje
La División del Sistema Universidad Abierta y Educación a Distancia a través del CETED en el año 2010 promueve la creación de material didáctico digital con una producción de 24 cápsulas audiovisuales, por medio de la exposición de profesores, académicos, investigadores y especialistas, con el objetivo de brindar apoyo a la oferta académica de la facultad sobre temas correspondientes al área de humanidades.

##### Cursos remediales a distancia
Para ofrecer un apoyo adicional a los alumnos y egresados de las diferentes Licenciaturas de la FES Acatlán en la preparación de sus exámenes, así como para elevar la eficiencia terminal y la titulación, en 2008, se desarrollaron diversos cursos remediales a distancia,  con el apoyo de especialistas de diversas disciplinas y con el soporte de recursos humanos e infraestructura del CETED
- Datos: Q30899466